# Anadara obesa
Anadara obesa – gatunek morskiego, osiadłego małża z rodziny arkowatych (Arcidae).
Muszla o wymiarach: długość 2,6 cm, wysokość 1,8 cm, średnica 1,6 cm. Odżywia się planktonem.
Występuje od Zatoki Kalifornijskiej po Peru.